# 10000 Myriostos
10000 Myriostos è un asteroide della fascia principale. Scoperto nel 1951, presenta un'orbita caratterizzata da un semiasse maggiore pari a 2,5863461 UA e da un'eccentricità di 0,3035481, inclinata di 20,60972° rispetto all'eclittica.
Myriostos è la parola greca per 10 000.